# Zbór Śląskiego Kościoła Ewangelickiego Augsburskiego Wyznania w Piosku
Zbór Śląskiego Kościoła Ewangelickiego Augsburskiego Wyznania w Piosku – zbór (parafia) luterańska w Piosku, należąca do senioratu jabłonkowskiego Śląskiego Kościoła Ewangelickiego Augsburskiego Wyznania, w kraju morawsko-śląskim, w Czechach.
Piosek należał uprzednio do zboru w Nawsiu. Kilkukrotnie próbowano wybudować tu kościół ewangelicki. Plany te zrealizowano po 1989 roku, kościół wybudowano w latach 2003-2010 według projektu Karla Cieślara. Pierwsze nabożeństwo odbyło się 3 grudnia 2006 roku.